# Home Nations Championship 1904
Die Ausgabe 1904 des Turniers Home Nations Championship in der Sportart Rugby Union (das spätere Five Nations bzw. Six Nations) fand vom 9. Januar bis zum 19. März statt. Turniersieger wurde Schottland.

## Teilnehmer
| Land       | Stadion                               | Stadt                  | Kapitän                             |
| ---------- | ------------------------------------- | ---------------------- | ----------------------------------- |
| England    | Welford Road Stadium / Rectory Field  | Leicester / Blackheath | Frank Stout / John Daniell          |
| Irland     | Lansdowne Road / Balmoral Showgrounds | Dublin / Belfast       | Harry Corley / Charles Elliot Allen |
| Schottland | Inverleith                            | Edinburgh              | Mark Morrison                       |
| Wales      | St Helen’s                            | Swansea                | Gwyn Nicholls / Willie Llewellyn    |

## Tabelle
|    | Land       | Spiele | Siege | Unent. | Ndlg. | Spiel- punkte | Diff. | Tabellen- punkte |
| -- | ---------- | ------ | ----- | ------ | ----- | ------------- | ----- | ---------------- |
| 1. | Schottland | 3      | 2     | 0      | 1     | 28:27         | + 1   | 4                |
| 2. | Wales      | 3      | 1     | 1      | 1     | 47:31         | + 16  | 3                |
| 2. | England    | 3      | 1     | 1      | 1     | 36:20         | + 16  | 3                |
| 4. | Irland     | 3      | 1     | 0      | 2     | 17:50         | − 33  | 2                |

## Ergebnisse
| 9. Januar 1904 | England                                                              | 14 : 14       | Wales                                                                     | Welford Road Stadium, Leicester Schiedsrichter: Crawford Findlay (Schottland) |
| 9. Januar 1904 | Versuche: Brettargh Elliot (2) Erhöhungen: Stout Straftritte: Gamlin | (6:0) Bericht | Versuche: Llewellyn Morgan Erhöhungen: Winfield (2) Straftritte: Winfield | Welford Road Stadium, Leicester Schiedsrichter: Crawford Findlay (Schottland) |

| 6. Februar 1904 | Wales                                                                            | 21 : 3         | Schottland    | St Helen’s, Swansea Schiedsrichter: F. Nicholls (England) |
| 6. Februar 1904 | Versuche: Brice Gabe Jones Morgan Erhöhungen: Winfield (3) Straftritte: Winfield | (13:0) Bericht | Versuche: Orr | St Helen’s, Swansea Schiedsrichter: F. Nicholls (England) |

| 13. Februar 1904 | England                                                       | 19 : 0        | Irland | Rectory Field, Blackheath Schiedsrichter: Thomas Williams (Wales) |
| 13. Februar 1904 | Versuche: Moore (2) Simpson Vivyan (2) Erhöhungen: Vivyan (2) | (3:0) Bericht |        | Rectory Field, Blackheath Schiedsrichter: Thomas Williams (Wales) |

| 27. Februar 1904 | Irland            | 3 : 19        | Schottland                                                                     | Lansdowne Road, Dublin Schiedsrichter: William Williams (England) |
| 27. Februar 1904 | Versuche: Moffatt | (0:3) Bericht | Versuche: Bedell-Sivright (2) Macdonald Simson Timms Erhöhungen: Macdonald (2) | Lansdowne Road, Dublin Schiedsrichter: William Williams (England) |

| 12. März 1904 | Irland                                                 | 14 : 12       | Wales                               | Balmoral Showgrounds, Belfast Schiedsrichter: Crawford Findlay (Schottland) |
| 12. März 1904 | Versuche: Tedford (2) Thrift Wallace Erhöhungen: Parke | (6:3) Bericht | Versuche: Gabe Morgan (2) Pritchard | Balmoral Showgrounds, Belfast Schiedsrichter: Crawford Findlay (Schottland) |

| 19. März 1904 | Schottland                  | 6 : 3         | England          | Inverleith, Edinburgh Schiedsrichter: Samuel Lee (Irland) |
| 19. März 1904 | Versuche: Crabbie Macdonald | (3:0) Bericht | Versuche: Vivyan | Inverleith, Edinburgh Schiedsrichter: Samuel Lee (Irland) |